# معبد خورشید ملتان
معبد خورشید مولتان (انگلیسی: Multan Sun Temple)، معبدی بود که بهسوریا (ایزد)، خدای خورشید هندو در شهر مولتان در پاکستان امروزی اختصاص یافته بود. مکان معبد ناشناخته باقی مانده است. از معبد پراهلادپوری متمایز است.